# Giovanni Andrea Barotti
Giovanni Andrea Barotti (Ficarolo, 30 dicembre 1701 – Ferrara, 10 gennaio 1772) è stato uno scrittore italiano.

## Biografia
Giovanni Andrea Barotti nacque a Ficarolo, piccolo centro veneto nell'odierna provincia di Rovigo alla fine del 1701. Ospite dello zio, il canonico Giuseppe Barotti, dopo aver seguito corsi di filosofia e umanità in un collegio dei Gesuiti, si laureò , intorno al 1720, in utroque presso l'Università di Ferrara.
I mediocri risultati lo convinsero ben presto ad abbandonare la professione forense, pur iniziata con impegno, per dedicarsi alla poesia e alla letteratura.
Dopo i primi lavori, in prosa e versi, piuttosto modesti, divenne membro dell'Accademia degli Intrepidi, ove ebbe modo di pronunciare discorsi ricchi di erudizione, pur se esposti in una maniera semplice e familiare. Esperto della letteratura teologica, si dedicò con profitto anche alla esegesi e alla critica letteraria. Le sue annotazioni, abbondanti e precise, sono una fonte, valida ancor'oggi, dei costumi del suo tempo. Nel 1738 entrò a far parte del Consiglio Maggiore ed eletto Magistrato dei Savi, in tale veste promosse l'istituzione dell'Accademia del disegno. Riconfermato tra i Savi nel 1742, fu poi esonerato al termine del mandato triennale. Continuò comunque a interessarsi degli affari cittadini: fu bibliotecario dell'Università, e dal 1752 segretario della Congregazione dei Lavorieri, magistratura incaricata della regolazione delle acque..
Biografo di Ludovico Ariosto, curò l'edizione di tutte le sue opere (prima edizione 1741, successive nel 1745 e 1766), nel 1770 diede alle stampe l'opera Prose italiane; lasciò incompiute le Memorie istoriche di letterati ferraresi, ampliate e pubblicate poi nel 1777 dal figlio Lorenzo, scrittore e gesuita.
Morì a Ferrara a settantuno anni all'inizio del 1772.

## Opere

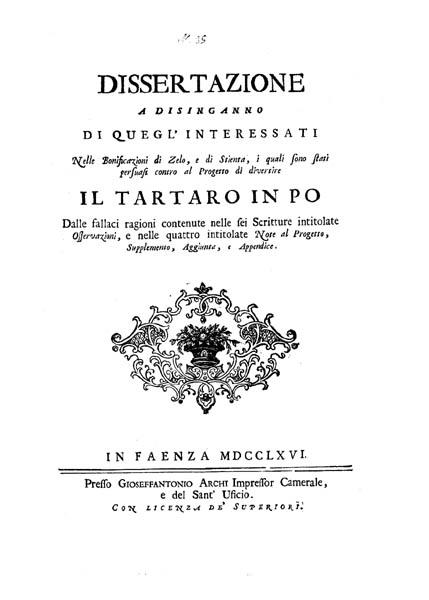
Dissertazione a disinganno (1766)

- Theses ex universa philosophia selectae, quas ex Academia ferriensi Soc. Jesu publice propugnanda exibet, Jo. Andreas Barottus ferrariensis, Ferrara, typis Bernardini Barberij, 1718.
- Sopra l'intrinseca ragione del prouerbio nessun profeta alla sua Patria è caro..., Ferrara, Giuseppe Barbieri, 1729.
- Orazione delle lodi dell'illustrissimo signor abate Giuseppe Aldobrandini [...] composta dal dottor Giovannandrea Barotti ferrarese, Ferrara, Giuseppe Barbieri, 1732.
- Delle lodi dell'eminentiss. e reverendiss. principe signor cardinale Alessandro Aldobrandini legato a latere di Ferrara..., Firenze, Stamperia di Bernardo Paperini, 1734.
- Il passaggio per lo stato di Ferrara della sacra reale maestà di Maria Amalia regina delle Due Sicilie e di Gerusalemme..., Ferrara, Giuseppe Barbieri, 1738.
- Errata-corrige per le annotazioni del dottore Pellegrino Rossi modenese alla Secchia rapita d'Alessandro Tassoni in seguito delle già fatte da Gaspare Salviani, Venezia, all'insegna della Verità, 1738.
- Del dominio delle donne. Discorsi accademici di Giovannandrea Barotti ferrarese, Bologna, per Lelio dalla Volpe, 1745.
- Lettera critico-apologetica intorno all'azione drammatica di Engildo Eleusiniano, Ferrara, per Galeno dalle Doglie all'impresa del disinganno, 1746.
- Delle chiome bionde, e ciglia nere d'Alcina. Discorso accademico di Giovannandrea Barrotti..., Padova, Giambattista Conzatti, 1746.
- Descrizione del solenne ottauario celebrato da RR. PP. cappuccini di Ferrara per la canonizzazione de' due beati dell'ordine loro..., Venezia, Bonifacio Viezzieri, 1748.
- Memorie intorno alla vita del padre Giacomo Sanvitali della Compagnia di Gesu..., Venezia, Stamperia Remondini, 1757.
- Significato della nuova pittura nella chiesa di San Sebastiano di Ferrara, Ferrara, Giuseppe Barbieri, 1765.
- Prose italiane, 3 voll., Ferrara, Stamperia Camerale, 1770.
- Vita di Lodovico Ariosto e dichiarazioni all'Orlando furioso con li testi del poema in questa novissima edizione, corrette ed accresciute dall'autore, Ferrara, Stamperia ducale, 1771.
- Memorie istoriche di letterati ferraresi. Opera postuma di Giannandrea Barotti, Ferrara, Stamperia Camerale, 1777. Ristampa anastatica: Bologna, Forni, 1970.
- Riflessioni sopra una mappa, che si vende in Bologna, del ferrarese a mezzogiorno del Po di Primaro: e confutazione della leggenda appiè d'essa intitolata: Spiegazione, e uso della presente mappa ricavata dalle più recenti mappe del bolognese, e del ferrarese, (In Bologna), [s. n.], 1760.
- Dissertazione a disinganno di quegl'interessati nelle bonificazioni di Zelo, e di Stienta, i quali sono stati persuasi contro al progetto di divertire il Tartaro in Po dalle fallaci ragioni contenute nelle sei scritture intitolate Osservazioni, e nelle quattro intitolate Note al progresso ..., In Faenza, presso Gioseffantonio Archi impressor Camerale, e del Sant'Uficio, 1766.